# Піт Мондріан
Піт Мондріан (нід. Piet Mondriaan; повне ім'я Пітер Корнеліс Мондріан (нід. Pieter Cornelis Mondriaan, МФА: [ˈpit ˈmɔndrijaːn]), з 1912 року — Mondrian; 7 березня 1872, Амерсфорт, Нідерланди — 1 лютого 1944, Нью-Йорк, США) — нідерландський художник, один із зачинателів і провідників абстракціонізму в світовому мистецтві
Мистецтво Мондріана багато в чому вплинуло на теперішні живопис, архітектуру та дизайн.

## З життя і творчості

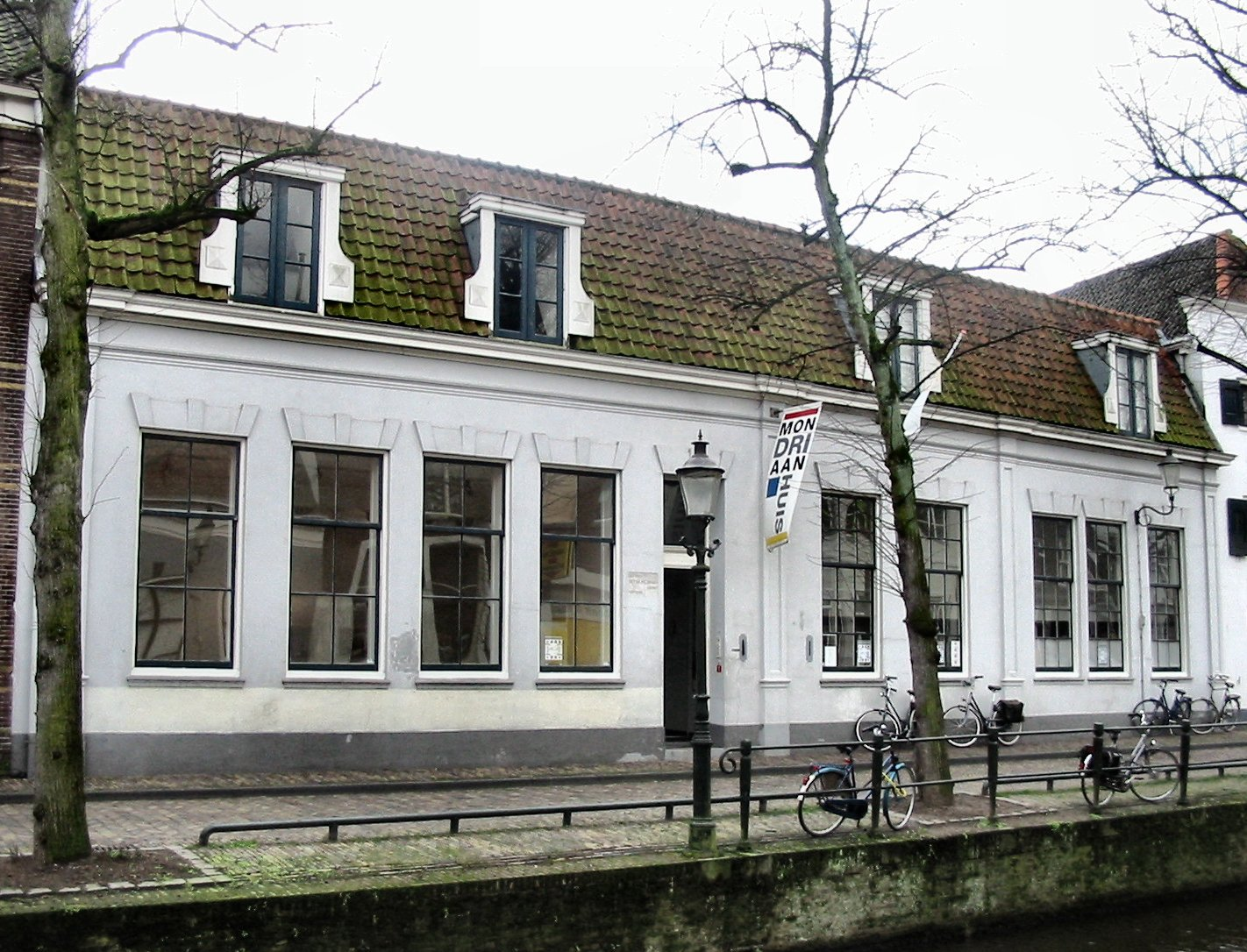
Будинок у Амерсфорті, де народився Мондріан, нині музей

Пітер Корнеліс Мондріан народився 7 березня 1872 року в Амерсфорті поблизу Утрехта (Нідерланди). Він був другою дитиною в родині директора християнської початкової школи.
У 1892—97 роках навчався у Державній академії мистецтв в Амстердамі (одна з попередниць Академії Рітвельда).
Починав Мондріан викладачем малювання у початковій школі. Ранні його роботи виконані в манері старих голландських майстрів («Лісовий струмок», 1888), хоча дедалі відчутнішим ставав вплив імпресіонізму. Популярність молодому художнику власне й принесли не академічні сюжети, а так звані «вечірні пейзажі». У сутінках, в променях західного сонця Голландія — її дюни, дерева, вітряки — постає в мондріанівських картинах цього етапу загадково-поетичною («Вечір на березі Гейна», 1906). Один з перших критиків творчості Мондріана зауважив, що його пейзажі «перевертають душу, чіпають до самих її глибинних закутків».
У 1911 році в Амстердамі Мондріан взяв участь у Міжнародній виставці сучасних художників, де були представлені також кубістичні твори Пабло Пікассо, Андре Дерена, Жоржа Брака. Познайомившись з роботами кубістів, Мондріан і сам почав експериментувати з формами, спрощувати їх. По-різному поєднуючи площини зображуваних предметів, він домагався враження структурної, ритмічної ясності («Пейзаж. Дерева», 1911/1912).
У 1912 році митець переїхав у Париж, де на знак початку нового життя остаточно змінив написання власного прізвища на «Мондріан». Роки Першої світової війни провів на батьківщині, активно продовжуючи писати. Поступово з його робіт зник навіть натяк на реальну форму. Композиції серії «Море» (1914) по суті вже були абстрактними. Враження від відблисків світла на морському плесі художник виразив механічним чергуванням горизонтальних і вертикальних штрихів, іноді хрестоподібно пересічних.
У 1915 році Мондріан зблизився з архітектором, скульптором і живописцем Тео ван Дусбургом, з яким у 1917 році став одним із засновників групи «Стиль» (нід. De Stijl) — об'єднання митців та архітекторів, куди входили архітектори Якобус Ауд, Герріт Рітвельд, скульптор Жорж Вантонгерло та інші митці. Метою групи «Стиль» було створення форм, очищених від усього випадкового і довільного. Архітектори відмовилися від замкнутої коробки будівлі і замінили її комплексом взаємопов'язаних обсягів. Свої теоретичні погляди «Стиль» прагнув поширити і на інші галузі мистецтва, пропонуючи скрізь і всюди наслідувати порядок, простоту і ясність.
У першому ж числі часопису «стилістів», названого за іменем артгрупи, Мондріан опублікував свою статтю «Неопластицизм в живописі» — так з'явився термін «неопластицизм». У цій та в інших теоретичних роботах (наприклад, в книзі «Мистецтво і життя. Нове мистецтво — нове життя», 1931) митець обстоював думку, що гармонію світу можна відобразити лише за допомогою прямокутних абстрактних композицій.

«Композиція червоного, жовтого, синього і чорного» (1930)

Цей нефігуративний напрямок Мондріан скрупульозно і послідовно розвивав у Франції, куди переїхав у 1919 році (й проживав до 1938 року). У його тогочасних, так званих «яскравих полотнах» насичені кольором гладкі площини укладаються в жорстку чорну сітку, що створює враження сяйва, мерехтіння кольору («Композиція червоного, жовтого, синього і чорного», 1930). Своїми кольоровими «ґратами» майстер оформив також інтер'єр власної паризької майстерні.
У 1930-х роках художник розривав або подвоював чорну лінію, прагнучи до різкіших контрастів. При цьому на відміну від «яскравих» робіт він обмежувався двома, а частіше одним кольором («Композиція з синім», 1937). Наприкінці десятиліття жив у Великій Британії.
Весь цей час, попри увагу публіки до неопластичних робіт Мондріана та регулярну участь художника у виставках, засоби до існування йому давали акварельні натюрморти з квітами. Лише за 10 років практикування у абстракції ці полотна Мондріана почали знаходити попит у артпокупців.
Однак справжнє матеріальне благополуччя, успіх і славу «найзнаменитішого іммігранта» Піту Мондріану пощастило здобути лише незадовго до смерті, за океаном — в Сполучених Штатах, куди митець перебрався в 1940 році. У 1942 році з успіхом пройшла його перша в житті персональна виставка.
В американський період своєї творчості Мондріан працював над обсяжними композиціми, у яких спробував пристосувати принципи неопластицизму для передачі динамічних ефектів («Нью-Йорк-сіті», 1941/42; «Бродвей бугі-вугі», 1942 р.), «Перемога бугі-вугі», 1943). Тепер лінії, ніби підкоряюючись ритмам джазу і бугі-вугі, дробляться маленькими кольоровими квадратиками, чорна сітка вже не була обов'язковою.
Оформлення нью-йоркської студії Мондріана, в якій він пропрацював лише декілька місяців, і яке було ретельно відтворено його друзями і послідовниками на фото-і кіноплівці, стало наче останньою роботою майстра, цей «Стінопис» демонструвався потому на виставках у Нью-Йорку, Лондоні, Токіо, Сан-Паулу, Берліні.
Піт Мондріан помер 1 лютого 1944 року від запалення легенів.

## Галерея

### Реалістичні картини

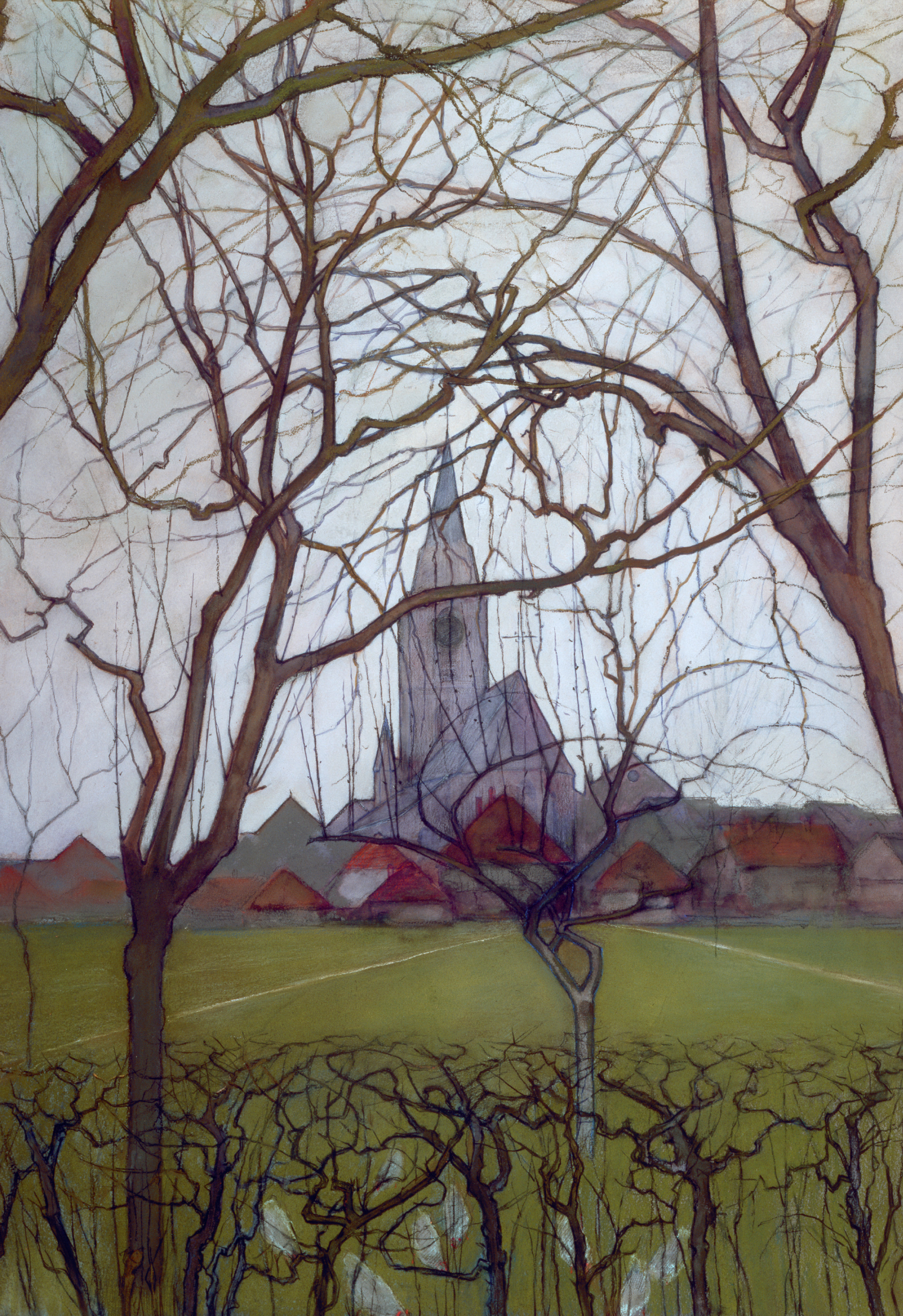
Церква св. Якова, бл. 1898 р.
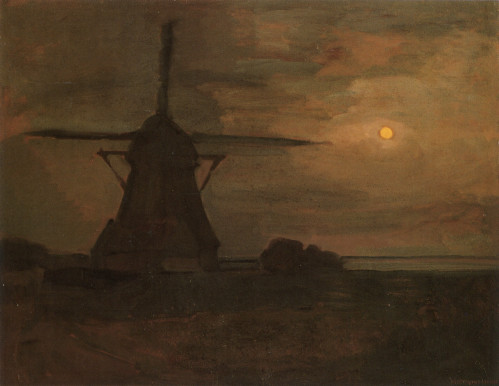
Млин у місячному світлі, 1907 р.
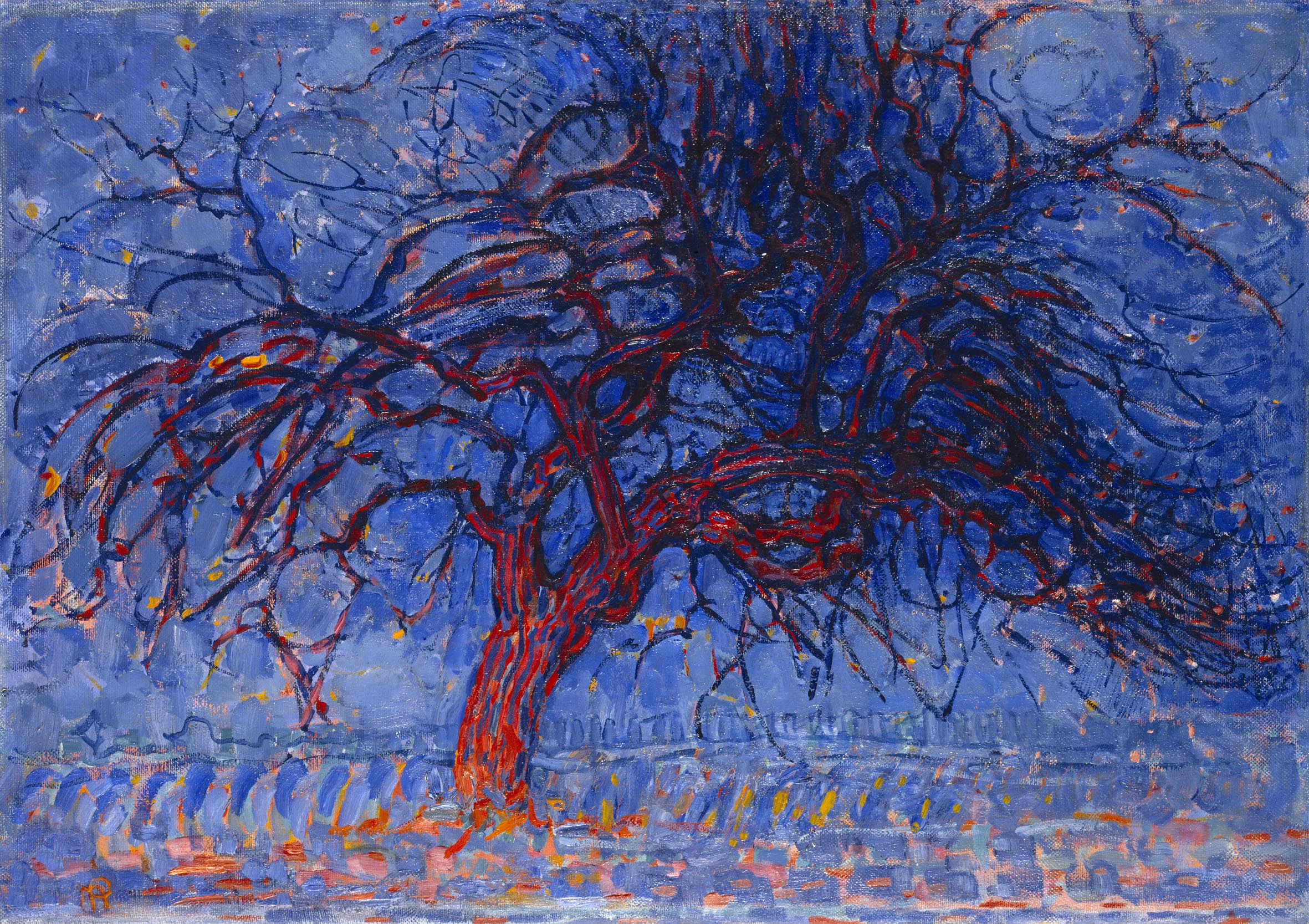
Червоне дерево, між 1908 і 1910 рр.
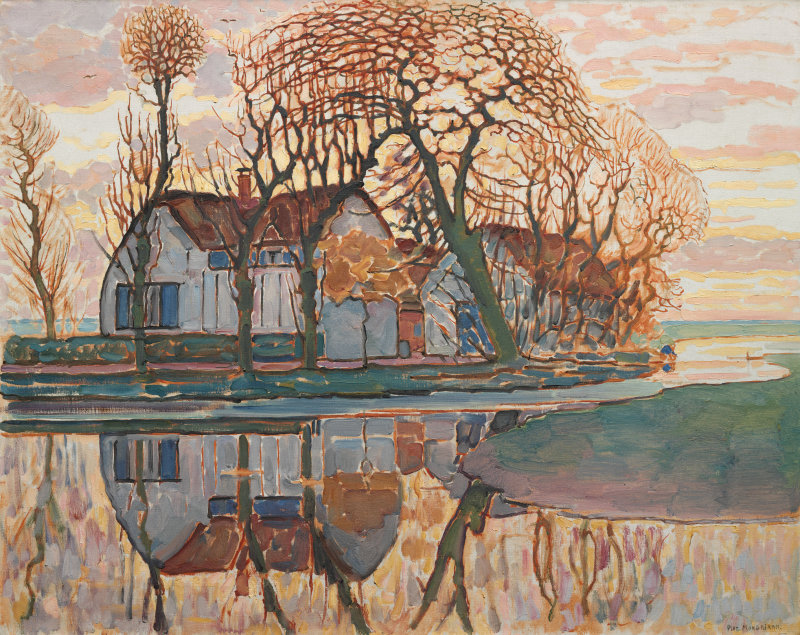
Ферма біля Дуйвендрехта, 1916 р.

### Абстрактні картини

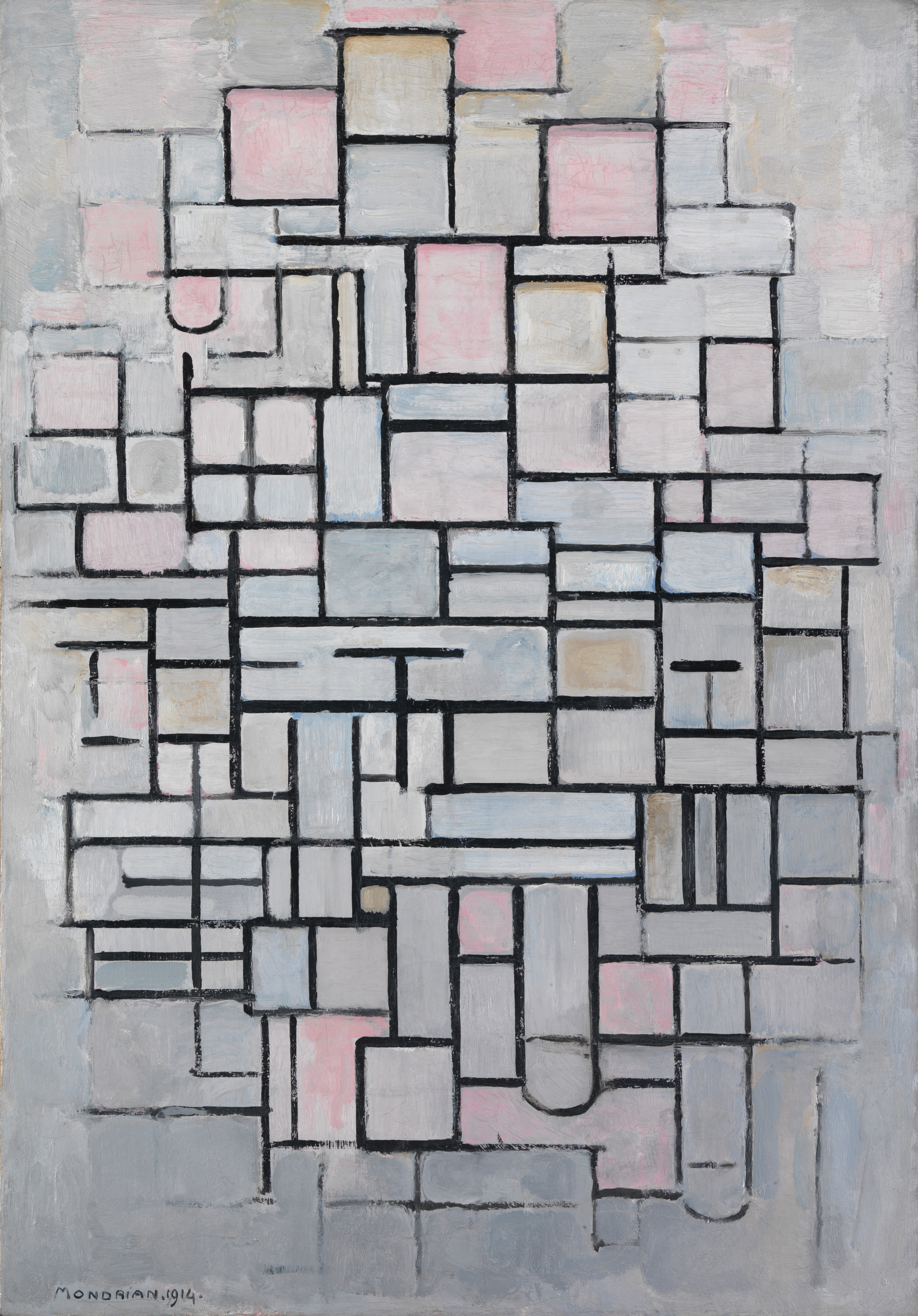
Композиція №IV, 1914 р.
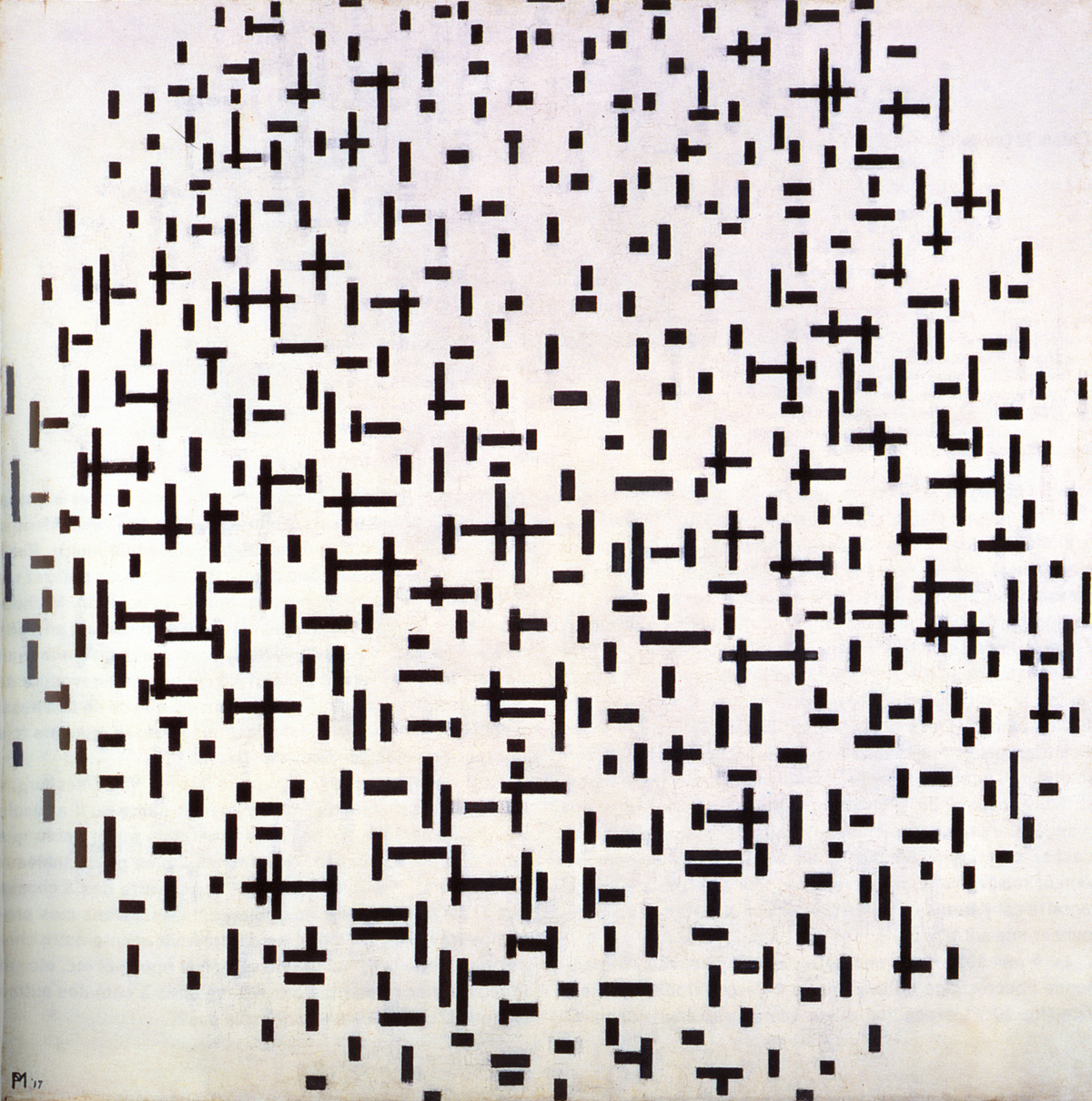
Композиція в лінії, другий стан, між 1916 і 1917 рр.
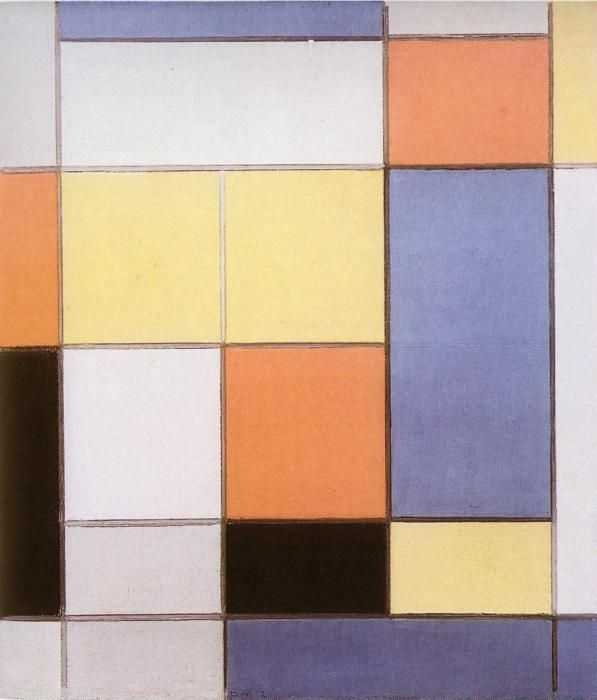
Композиція Б, 1920 р.
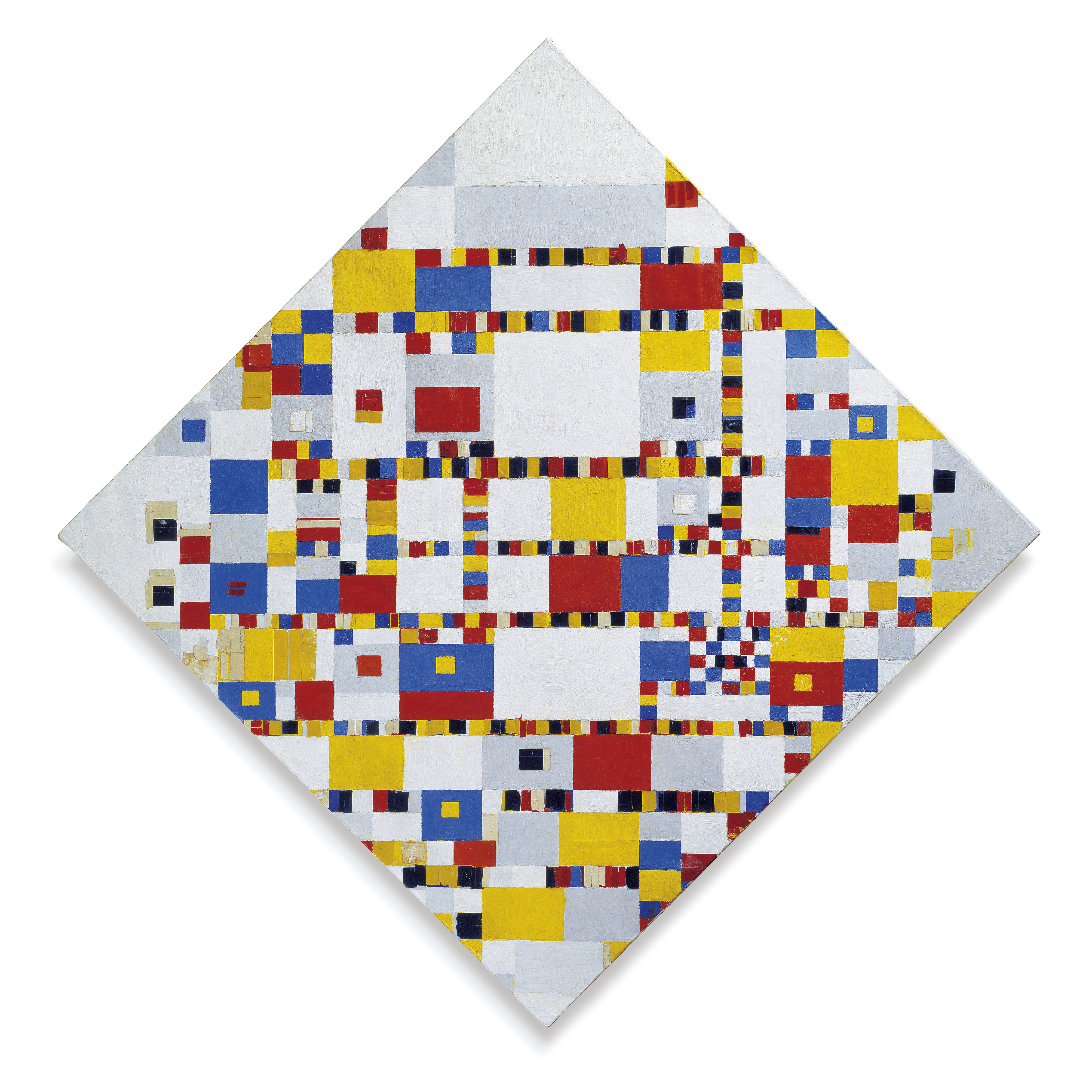
Перемога буґі-вуґі, 1944 р.

## Перелік робіт
(перелік є неповним)
| - Molen Mill (1908) - Avond (1908) - Chrysanthemum (1908) - Windmill by the Water (1908) - Landscape (1909) - The Red Tree (1909—1910) - Amaryllis (1910) - Evolution (1910—1911) - The Red Mill (1910—1911) - Gray Tree (1911) - Horizontal Tree (1911) - Still Life with Ginger Pot I (1911) - Still Life with Ginger Pot II (1912) - Apple Tree in Bloom (1912) - Trees (1912—1913) - Scaffoldings (1912—1914) - Composition No. II; Composition in Line and Color (1913) - Ocean 5 (1915) - Composition III with Color Planes (1917) - Composition with Color Planes and Gray Lines 1 (1918) - Composition with Gray and Light Brown (1918) - Composition with Grid VII (1919) - Composition: Checkerboard, Dark Colors (1919) - Composition A: Composition with Black, Red, Gray, Yellow, and Blue (1920) - Composition with Black, Red, Gray, Yellow, and Blue (1920) - Tableau I (1921) | - Lozenge Composition with Yellow, Black, Blue, Red, and Gray (1921) - Composition with Large Blue Plane, Red, Black, Yellow, and Gray (1921) - Composition with Red, Yellow and Blue (1921) - Composition with Blue, Yellow, Black, and Red (1922) - Composition #2 (1922) - Lozenge Composition with Red, Black, Blue, and Yellow (1925) - Lozenge Composition with Red, Gray, Blue, Yellow, and Black (1925) - Composition with Red, Yellow and Blue (1927) - Fox Trot; Lozenge Composition with Three Black Lines (1929) - Composition with Yellow Patch (1930) - Composition with Yellow (1930) - Composition with Blue and Yellow (1932) - Composition No. III Blanc-Jaune (1935—1942) - Rhythm of Straight Lines (1935—1942) - Rhythm of Black Lines painting) (1935—1942) - Composition blanc, rouge et jaune or Composition in White, Black and Red (1936) - Vertical Composition with Blue and White (1936) - Abstraction (1937—1942) - Composition No. 8 (1939—1942) - Painting #9 (1939—1942) - Composition No. 10 (1939—1942) - New York City I (1942) - Broadway Boogie-Woogie (1942—1943) - Place de la Concorde (1943) - Victory Boogie-Woogie (1943—1944) |